# Eumerus excisus
Eumerus excisus is een vliegensoort uit de familie van de zweefvliegen (Syrphidae). De wetenschappelijke naam van de soort is voor het eerst geldig gepubliceerd in 1968 door Volkert van der Goot.